# Puchar Świata Juniorów w saneczkarstwie (tory naturalne) 2020/2021
Sezon 2020/2021 Pucharu Świata Juniorów w saneczkarstwie na torach naturalnych – 7. sezon w historii Pucharu Świata Juniorów w saneczkarstwie na torach naturalnych rozpoczął się 5 stycznia 2021 roku w austriackiej miejscowości Obdach-Winterleiten. Ostatnie zawody z tego cyklu zostały rozegrane 31 stycznia 2021 roku na torze we włoskim Jaufental. Rozegrane zostały cztery konkursy w trzech miejscowościach.
Podczas sezonu 2020/2021 odbyła się jedna ważna impreza w randze juniorów. To Mistrzostwa Europy Juniorów, które zostały rozegrane na torze we włoskim Jaufental.
W klasyfikacji kobiet tytuł obroniła Niemka Lisa Walch, u mężczyzn wygrał Włoch Fabian Brunner, a najlepsi w dwójkach okazali się Włosi Anton Gruber Genetti i Hannes Unterholzner.

## Kalendarz zawodów Pucharu Świata
| Lp.                                     | Data               | Miejscowość         | Konkurencja      | 1 miejsce                                         | 2 miejsce                                         | 3 miejsce                                        |
| --------------------------------------- | ------------------ | ------------------- | ---------------- | ------------------------------------------------- | ------------------------------------------------- | ------------------------------------------------ |
| 1. PŚ                                   | 5 stycznia 2021    | Obdach-Winterleiten | Jedynki kobiet   | Lisa Walch                                        | Riccarda Rütz                                     | Sarah Schiller                                   |
| 1. PŚ                                   | 5 stycznia 2021    | Obdach-Winterleiten | Jedynki mężczyzn | Fabian Brunner                                    | Hannes Unterholzner                               | Daniel Gruber                                    |
| 1. PŚ                                   | 5 stycznia 2021    | Obdach-Winterleiten | Dwójki mężczyzn  | Włochy Anton Gruber Genetti · Hannes Unterholzner | Austria Maximilian Pichler · Dominik Maier        | Słowenia Bine Mekina · Blaž Mekina               |
| 2. PŚ                                   | 6 stycznia 2021    | Obdach-Winterleiten | Jedynki kobiet   | Lisa Walch                                        | Sarah Schiller                                    | Riccarda Rütz                                    |
| 2. PŚ                                   | 6 stycznia 2021    | Obdach-Winterleiten | Jedynki mężczyzn | Fabian Brunner                                    | Daniel Gruber                                     | Miguel Brugger                                   |
| 2. PŚ                                   | 6 stycznia 2021    | Obdach-Winterleiten | Dwójki mężczyzn  | Austria Maximilian Pichler · Dominik Maier        | Włochy Anton Gruber Genetti · Hannes Unterholzner | Słowenia Bine Mekina · Blaž Mekina               |
| 3. PŚ                                   | 9-10 stycznia 2021 | Umhausen            | Jedynki kobiet   | Lisa Walch                                        | Riccarda Rütz                                     | Sarah Schiller                                   |
| 3. PŚ                                   | 9-10 stycznia 2021 | Umhausen            | Jedynki mężczyzn | Fabian Brunner                                    | Daniel Gruber                                     | Miguel Brugger                                   |
| 3. PŚ                                   | 9-10 stycznia 2021 | Umhausen            | Dwójki mężczyzn  | Włochy Anton Gruber Genetti · Hannes Unterholzner | Słowenia Bine Mekina · Blaž Mekina                | Włochy Alex Oberhofer · Andreas Hofer            |
| 4. PŚ                                   | 31 stycznia 2021   | Jaufental           | Jedynki kobiet   | Riccarda Rütz                                     | Lisa Walch                                        | Katharina Hofer                                  |
| 4. PŚ                                   | 31 stycznia 2021   | Jaufental           | Jedynki mężczyzn | Fabian Brunner                                    | Aleksiej Chabibulin                               | Sebastian Feldhammer                             |
| 4. PŚ                                   | 31 stycznia 2021   | Jaufental           | Dwójki mężczyzn  | Włochy Anton Gruber Genetti · Hannes Unterholzner | Słowenia Bine Mekina · Blaž Mekina                | Rosja Władimir Lewiczew · Wiaczesław Kudriawczew |
| Mistrzostwa Europy Juniorów – Jaufental |                    |                     |                  |                                                   |                                                   |                                                  |

## Klasyfikacje

### Jedynki kobiet
| 1.    | Lisa Walch         | Niemcy  | 1.  | 1.  | 1.  | 2.  | 385 |
| 2.    | Riccarda Rütz      | Austria | 2.  | 3.  | 2.  | 1.  | 340 |
| 3.    | Sarah Schiller     | Niemcy  | 3.  | 2.  | 3.  | 4.  | 285 |
| 4.    | Katharina Hofer    | Włochy  | 4.  | 5.  | 6.  | 3.  | 235 |
| 5.    | Julia Płowy        | Polska  | 6.  | 6.  | 4.  | 7.  | 206 |
| 6.    | Jenny Castiglioni  | Włochy  | 5.  | 4.  | 5.  | -   | 170 |
| . . . |                    |         |     |     |     |     |     |
| 7.    | Klaudia Promny     | Polska  | 11. | 11. | 7.  | 5.  | 169 |
| 19.   | Paulina Lipińska   | Polska  | 20. | 21. | 18. | 23. | 82  |
| 26.   | Aleksandra Tkaczyk | Polska  | 25. | 26. | -   | -   | 31  |
| 27.   | Anna Suława        | Polska  | 24. | 28. | -   | -   | 30  |

### Jedynki mężczyzn
| 1.    | Fabian Brunner       | Włochy  | 1.  | 1.  | 1.  | 1.  | 400 |
| 2.    | Daniel Gruber        | Włochy  | 3.  | 2.  | 2.  | 4.  | 300 |
| 3.    | Hannes Unterholzner  | Włochy  | 2.  | 4.  | 4.  | 6.  | 255 |
| 4.    | Miguel Brugger       | Austria | 5.  | 3.  | 3.  | 5.  | 250 |
| 5.    | Alex Oberhofer       | Włochy  | 6.  | 6.  | 5.  | 6.  | 205 |
| 6.    | Sebastian Feldhammer | Austria | 8.  | 16. | 8.  | 3.  | 179 |
| . . . |                      |         |     |     |     |     |     |
| 23.   | Szymon Majdak        | Polska  | 19. | 23. | 26. | 27. | 69  |

### Dwójki
| Miejsce | Zawodniczka                              | Reprezentacja | OBD | OBD | UMH | JAU | Punkty |
| ------- | ---------------------------------------- | ------------- | --- | --- | --- | --- | ------ |
| 1.      | Anton Gruber Genetti Hannes Unterholzner | Włochy        | 1.  | 2.  | 1.  | 1.  | 385    |
| 2.      | Bine Mekina Blaž Mekina                  | Słowenia      | 3.  | 3.  | 2.  | 2.  | 310    |
| 3.      | Maximilian Pichler Dominik Maier         | Austria       | 2.  | 1.  | 4.  | 4.  | 305    |
| 4.      | Alex Oberhofer Andreas Hofer             | Włochy        | 5.  | 4.  | 3.  | 5.  | 240    |
| 5.      | Ivan Lenko Viktoria Antoniuk             | Ukraina       | 8.  | 7.  | 5.  | 8.  | 185    |
| 6.      | Szymon Majdak Julia Płowy                | Polska        | 6.  | 6.  | dnf | 7.  | 146    |